# Болина
Болина (пол. Potok Bolina) — річка в південній Польщі, у Сілезькому воєводстві. Права притока Чорної Пшемши, (басейн Балтійського моря).

## Опис
Довжина річки приблизно 8,10 км, найкоротша відстань між витоком і гирлом — 5,56 км, коефіцієнт звивистості річки — 1,46 . Формується притоками, безіменними струмками, загатами та частково каналізована.

## Розташування
Бере початок на південно-східній околиці селища Ґішовець. Спочатку тече переважно на північний захід, потім на північний схід і в межах між містами Сосновець та Мисловиці впадає у річку Чорну Пшемшу, праву притоку Пшемши.

## Цікаві факти
- У деяких місцях річку перетинають автошляхи та багатоколійні залізниці.

## Галерея

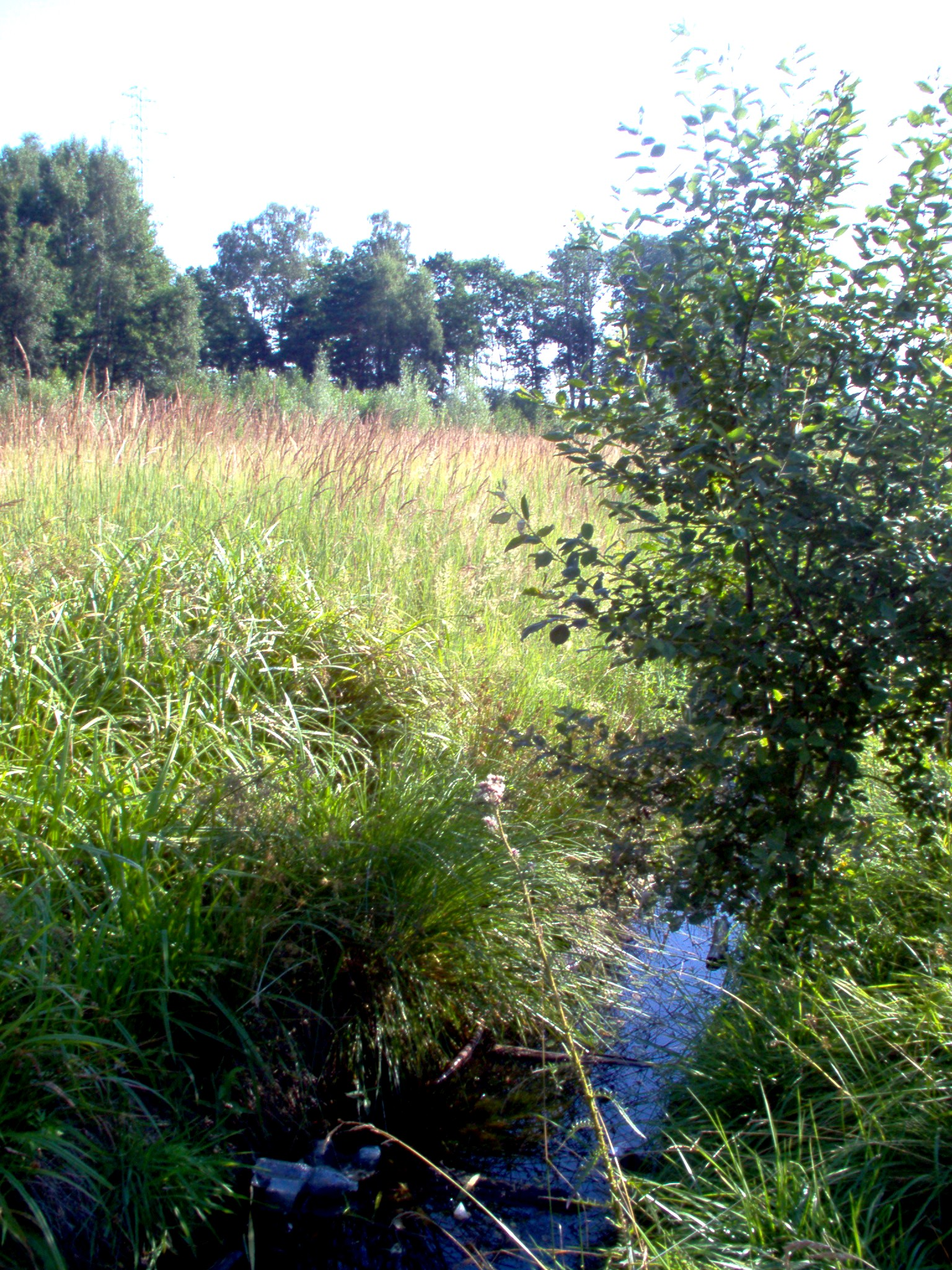
Річка Болина між ставами Барбара та Яніна